# Henri Mazerat
Louis Marie Henri Mazerat (* 1. August 1903 in Saint-Amand-Montrond; † 14. September 1986 in Paris) war ein französischer römisch-katholischer Geistlicher und Bischof.

## Leben und Karriere

### Ingenieur, Priester und Kriegsgefangener
Mazerat ging in Bourges zur Schule. Er absolvierte das Lycée Saint-Louis in Paris und studierte an der Technischen Universität École Centrale (Abschluss 1926). Er trat in das Priesterseminar St. Sulpice in Paris ein und wurde 1932 zum Priester geweiht. Als Kaplan in Nanterre wurde er 1939 eingezogen, leistete Kriegsdienst als Artillerieoffizier und verbrachte fünf Jahre als Kriegsgefangener in Lagern in Österreich und Polen.

### Pfarrer in Paris, Bischof in Toulon und Angers
Ab 1945 war er Kaplan im 8. Arrondissement von Paris. 1958 wurde er in rascher Folge zuerst zum Pfarrer seiner Pfarrei, dann zum Koadjutor (mit Nachfolgerecht) des greisen Bischofs von Fréjus-Toulon ernannt. Als solcher machte er sich im Winter 1959–1960 um die Opfer des Staudammbruchs von Fréjus verdient. Im Juni 1960 wurde er offiziell zum Bischof von Fréjus-Toulon ernannt, wechselte aber bereits im Februar 1962 in das Bistum Angers.
In Angers setzte er die Beschlüsse des Zweiten Vatikanischen Konzils um, an dem er selbst teilgenommen hatte. Wegen einer Parkinson-Erkrankung dankte er 1974 ab und zog sich in das Pariser Haus der Kongregation der Kleinen Schwestern der Armen zurück, wo er 1986 im Alter von 83 Jahren verstarb. Sein bischöflicher Wahlspruch lautete: Cum fide et dilectione (Mit Glaube und Liebe).

## Werke
- (mit anderen) La liberté évangélique. Principes et pratique. Cinquième congrès national des prêtres chargés de religieuses, Angers, 15–17 juillet 1964. Cerf, Paris 1965.